# Niagadina
Niagadina est une localité et une commune rurale du Mali de l'arrondissement de Kourouba, dans le Cercle de Sélingué et la région de Bougouni.

## Histoire
Dans le village de Manfara, situé sur la commune de Niagadina, une mosquée historique a été édifiée vers le XVIIIe siècle par Lanfia Saganogo. Elle a été l'un des premiers lieux de diffusion et de rayonnement de l'islam dans le mandé. Le 14 novembre 2011, le Conseil des ministres a adopté un projet de décret relatif au classement dans le patrimoine culturel national de la mosquée de Manfara.
Lors de la réforme administrative de 2023, la commune appartenant au cercle de Kati et la région de Koulikoro, est versée dans le cercle de Sélingué, région de Bougouni instaurée depuis 2012.

## Villages
La commune s'étend sur 5 localités relevées lors du recensement général de 2009. 
Les villages les plus peuplés sont :
- Niagadina (3 934 habitants)
- Dangassa (3 705 habitants)
- Nanguila (1 929 habitants)

## Enseignement
Les écoles de la commune relèvent du centre d'animantion pédagogique de Ouélessébougou et de l'académie d'enseignement de Kalabancoro.